# Vizigoți

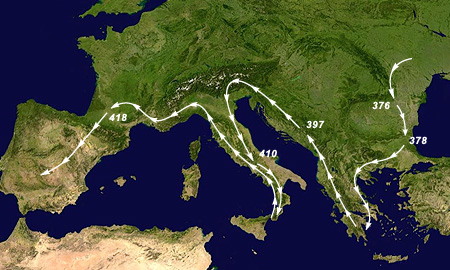
Migrația vizigoților

Vizigoții (tervingii) au fost un popor de origine germanică, stabilit în Aquitania (regiune istorică din sud-vestul Franței de astăzi) și partea nordică a Peninsulei Iberice, recunoscut ca federat de către împăratul Honorius, care a contribuit la împingerea spre sudul Spaniei de astăzi a vandalilor și alanilor. Vizigoții reprezintă ramura apuseană a goților (cealaltă fiind ostrogoții).

## Etimologia termenului „Vizigoți”
Contrar unei idei false, totuși combătută de istoriografie, dar încă larg încetățenită, termenul „vizigot” ar avea semnificația „got din vest”, iar cel de „ostrogot” ar avea semnificația de „got din est”. Dacă începând cu secolul al V-lea, vizigoții s-au instalat efectiv în Hispania, iar ostrogoții în est (în Imperiul Bizantin, apoi în Italia), situările lor geografice inițiale erau inversate, la începutul migrațiilor lor din secolul precedent, când cele două ramuri ale goților se aflau pe malurile Pontului Euxin.
În realitate, studiul lingvistic al rădăcinilor lexicale dă o interpretare mai puțin prozaică celor doi termeni: cel de vizigot provine din vizi („înțelept”) și got, respectiv termenul ostrogot provine din ostro („strălucitor”) și got. În pofida acestor semnificații, semnificația tradițională, „goți din vest”, s-a răspândit, prin coruperea termenului, în limba germană, unde ea s-a impus sub forma de „Westgoten”.

## Istorie

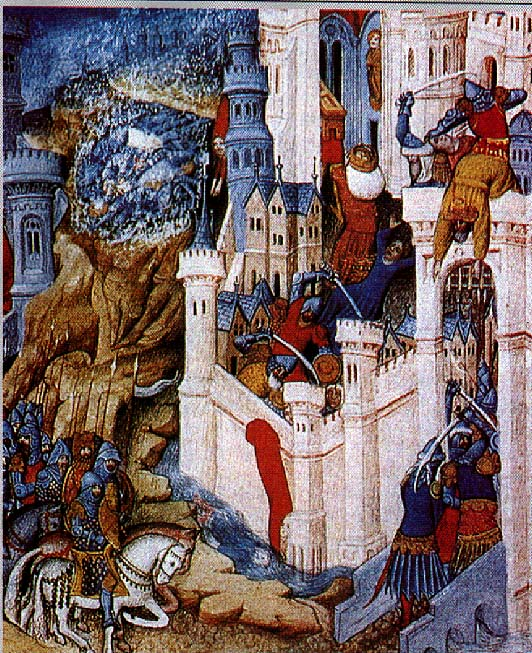
Asedierea Romei de către vizigoți în anul 410

Vizigoții au apărut pentru prima dată în istorie ca un popor distinct, în anul 235 d.Hr., atunci când au invadat și au devastat Dacia. După anul 268, ei au atacat în continuare Imperiul Roman și au încercat să se stabilească în Peninsula Balcanică. Aceasta invazie viza, de asemenea, provinciile romane Pannonia și Iliria și amenința chiar și Italia. Cu toate acestea, vizigoții au fost învinși în bătălia de la Naissus (septembrie 269).
În următorii trei ani, ei au fost alungați înapoi peste Dunăre, în urma unei serii de campanii militare conduse de către împăratul Claudius al II-lea Gothicus (comandantul cavaleriei fiind viitorul împărat Aurelian). Ei au rămas însă pe teritoriul Daciei, evacuată de către Aurelian în 271, cel care a creat o nouă provincie la sud de Dunăre cu numele Dacia Ripensis.
Constantin cel Mare a lansat o campanie in anul 332 împotriva vizigoților de la nord de Dunăre. În această campanie, armata bizantină, condusă de fiul împăratului (Constantin al II-lea), trece pe podul lui Constantin cel Mare de peste Dunăre, construit la Sucidava (azi Celei) și îi înfrânge pe vizigoți și, ca urmare, ținuturile de la nord de Dunăre reintră pentru o perioadă sub stăpânire romană. Limita de nord a imperiului este marcată de Brazda lui Novac întărită cu castrul roman de la Pietroasele unde s-a instalat Legiunea a XI-a Claudia venită de la Durostorum.
În urma invaziei hunilor, vizigoții, care se găseau pe teritoriul de astăzi al României, au trecut Dunărea în Imperiul Roman de Răsărit. După ce au jefuit timp de mai multe decenii provinciile balcanice, au ajuns sub conducerea lui Alaric I în nordul Italiei, unde au jefuit, în 410, Roma. Romanii au fost obligați să încheie pace. Atacurile vizigote vor contribui la criza și căderea Imperiului Roman. După destrămarea Imperiului Roman de Apus în 476, vizigoții au jucat un rol important în situația europeană pentru alte două secole și jumătate. În a doua jumătate a secolului al V-lea posesiunile vizigoților cuprindeau Galia meridională (Aquitania și Provența) și partea nordică a Peninsulei Iberice, cu capitala la Tolosa.
Au fost la rândul lor împinși de franci spre Spania la începutul secolului al VI-lea, pe care o cuceresc în dauna vandalilor. Aici au dat viață unei societăți multietnice, în care exista o puternică moștenire politico-administrativă romană. Ei au mutat capitala statului la Toledo. Între 466 și 480, regele Eurico a emis un cod de legi, care a luat numele său, urmat după câțiva ani de Lex Romana Visigothorum, promulgată de către Alaric al II-lea.
Au reușit să se extindă, în dauna suebilor și a vandalilor, dar au suferit în 552, când Iustinian a încercat să îi supună, smulgându-le pentru puțin timp coasta mediteraneeană.
În 589 poporul vizigot, urmând decizia regelui Recaredo, s-a convertit la creștinism. Regatul vizigoților a dispărut în urma invaziei arabe din 711. Unii istorici consideră că declinul și dispariția regatului vizigot (ca și al altor regate germanice vest-europene - cel vandal și cel ostrogot) s-ar fi datorat faptului că regii lor, fiind arianiști, erau considerați „eretici” de restul creștinătății și astfel nu au primit niciun fel de sprijin din partea populației autohtone (preponderent catolic-ortodoxă)

## Vestigii istorice în România

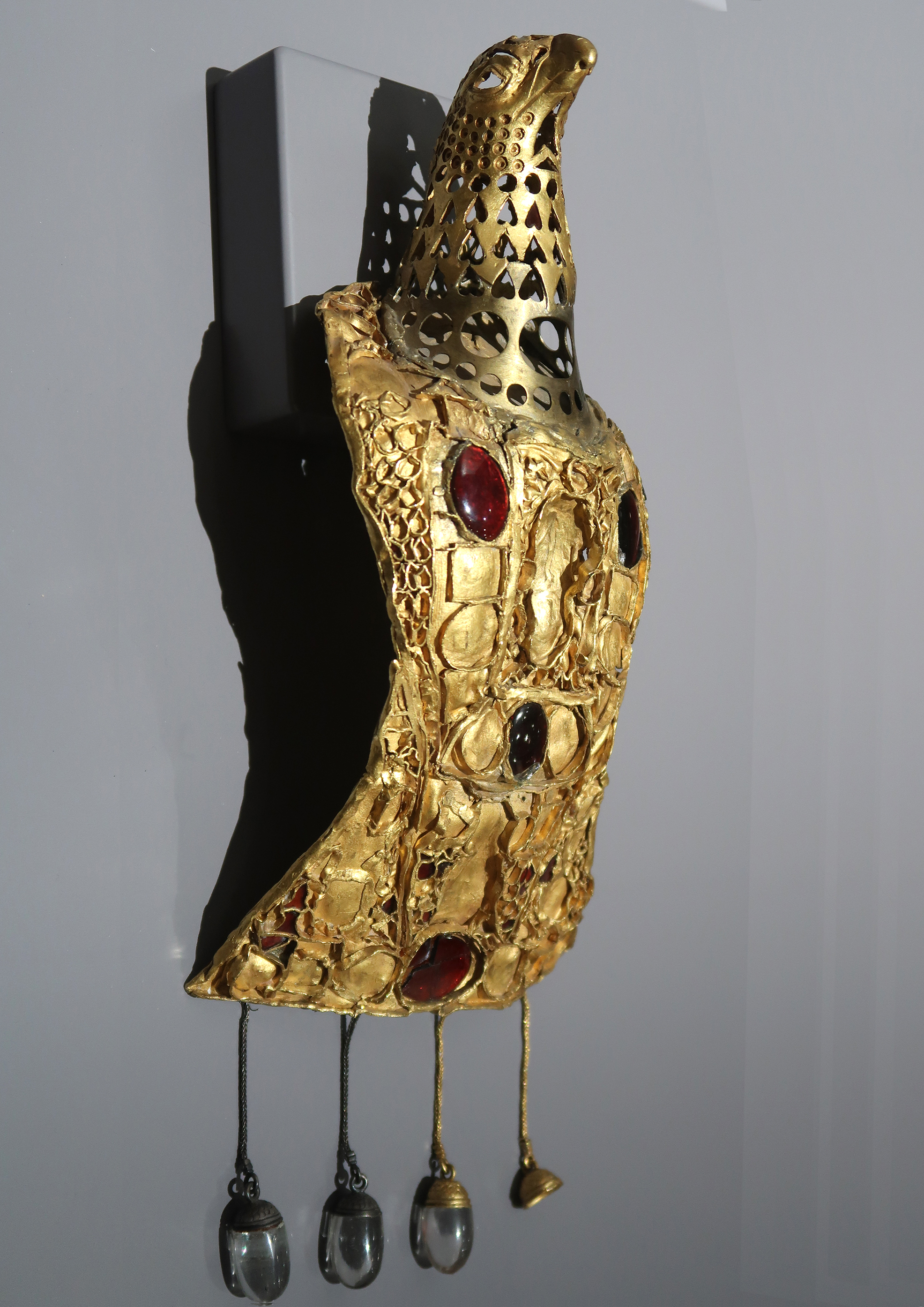
Fibulă din Tezaurul de la Pietroasa, descoperit în anul 1837.

Pe teritoriul României, mai exact la Pietroasele, Buzău, a fost descoperit în anul 1837 Tezaurul de la Pietroasa, atribuit regelui vizigot Athanaric. O mare parte din piesele componente s-au pierdut. În prezent este expus la Muzeul Național de Istorie a României.

## Regii vizigoți

### Regi tervingi
Acești conducători și regi, cu excepția lui Fritigern, posibil și a lui Alavivus, erau păgâni.
- Athanaric (369 – 381) 
  - Rothesteus, vicerege
  - Winguric, vicerege
- Alavivus (c. 376), rebel împotriva lui Valens
- Fritigern (c. 376 – c. 380), rebel împotriva lui Athanaric și Valens

### Dinastia Balti
Acești regi erau creștini arianiști.
- Alaric I (395–410)
- Ataulf (410–415)
- Sigeric (415)
- Wallia(415–419)
- Theodoric I (419–451)
- Thorismund (451–453)
- Theodoric al II-lea (453–466)
- Euric (466–484)
- Alaric al II-lea (484–507)
- Gesalec (507–511) 
  - Theodoric cel Mare (511–526), regent
- Amalaric (526–531)

## Galerie de imagini

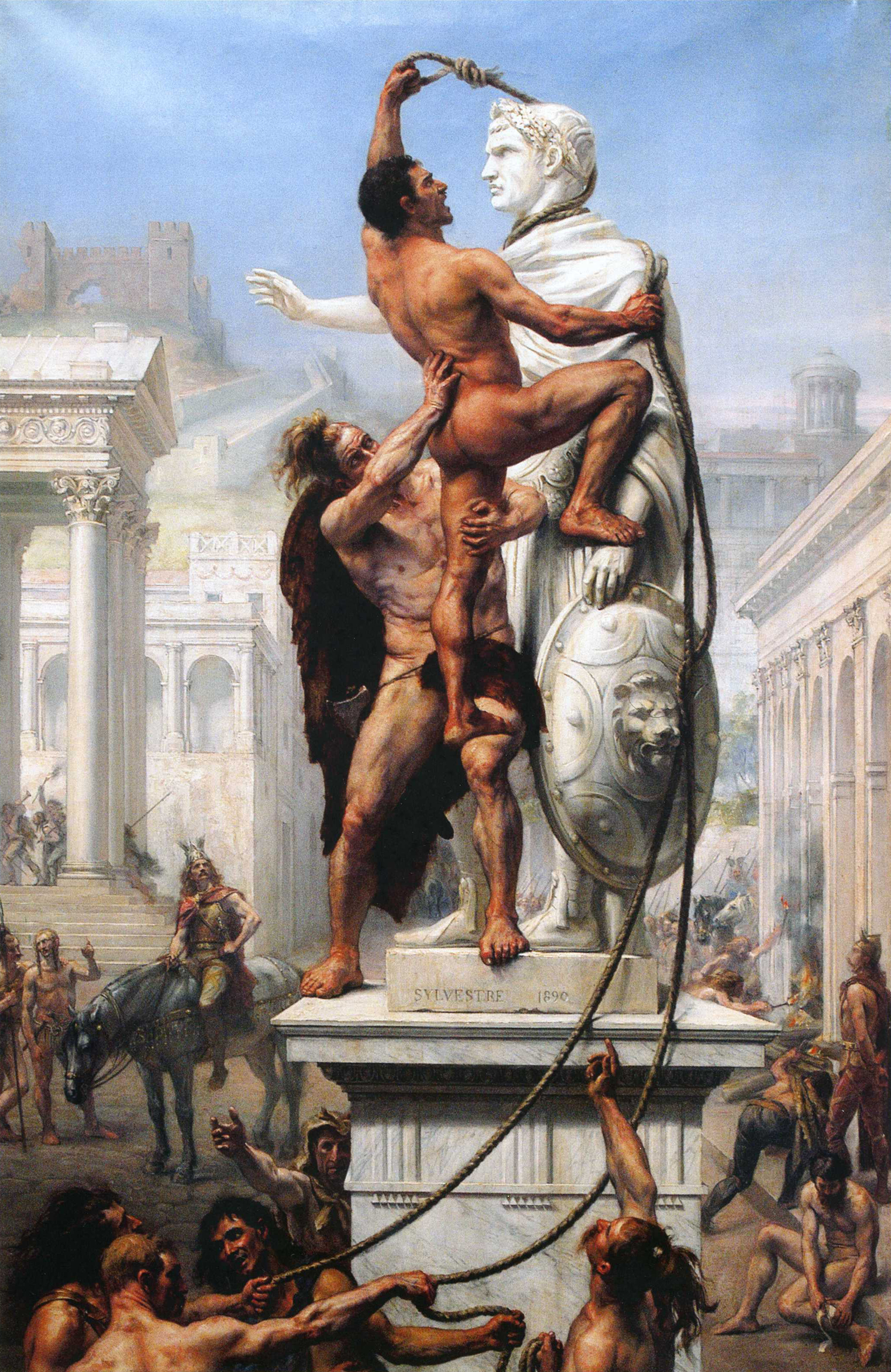
Ilustrare a jefuirii Romei de către vizigoții conduși de Alaric în 410
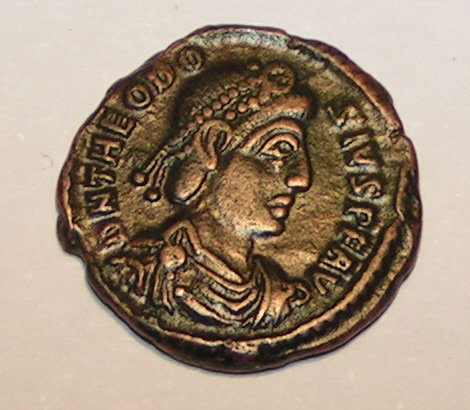
Împăratul roman Theodosius I, pe o monedă; avers: bust drapat și cu armură, cap purtând diademă, spre dreapta, D N THEODOSIVS PF AVG; revers (fără imagine): cunună de lauri, VOT•V•MVLT•X, în exergă, marca atelierului monetar Siscia, din Moesia: SISC;
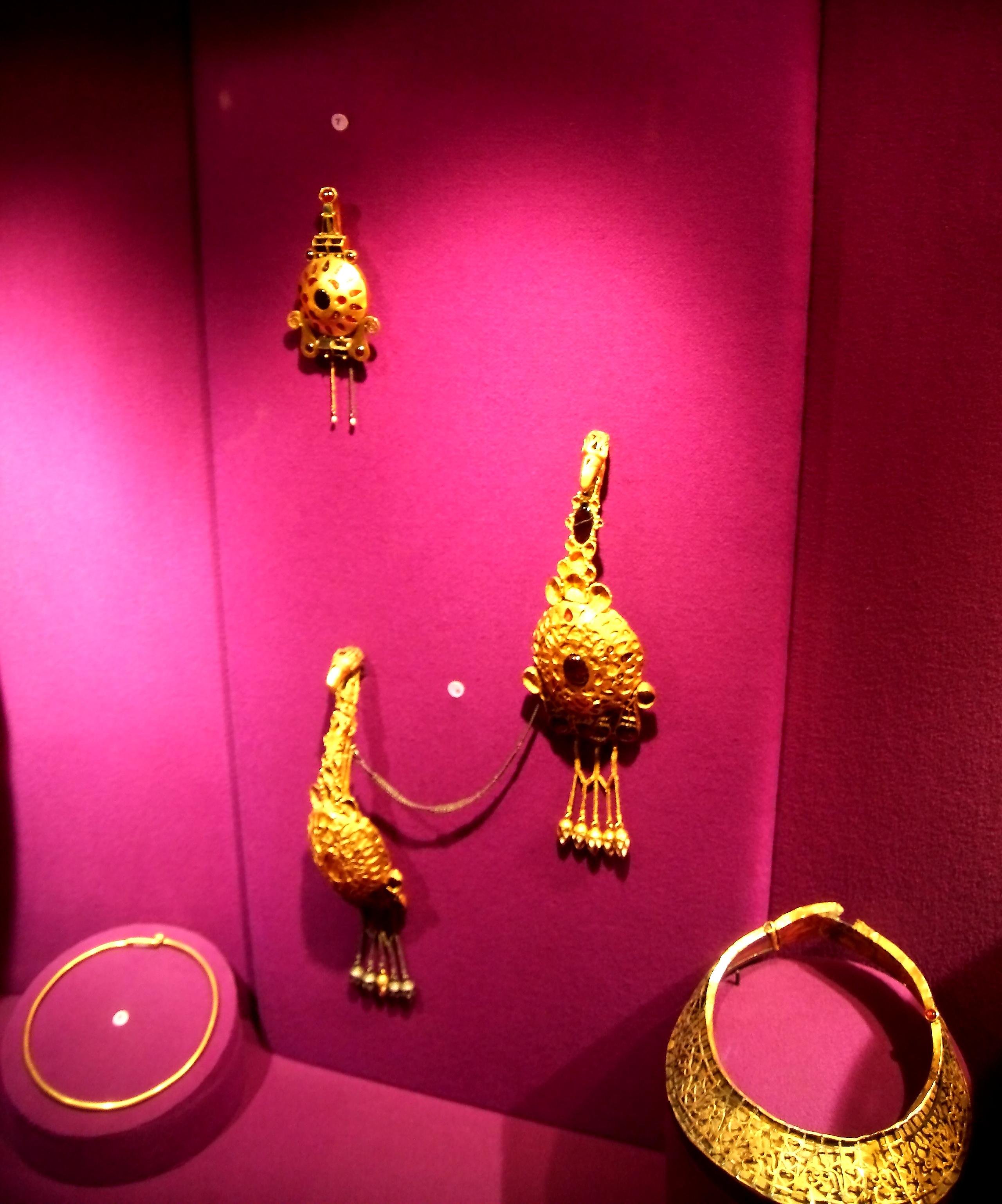
O parte din Tezaurul de la Pietroasa, restituit de guvernul sovietic[8], în 1956.